# Стрітер (Північна Дакота)
Стрітер (англ. Streeter) — місто (англ. city) в США, в окрузі Статсмен штату Північна Дакота. Населення — 149 осіб (2020).

## Географія
Стрітер розташований за координатами 46°39′27″ пн. ш. 99°21′25″ зх. д. / 46.65750° пн. ш. 99.35694° зх. д. (46.657578, -99.356995).  За даними Бюро перепису населення США в 2010 році місто мало площу 0,91 км², уся площа — суходіл.

## Демографія
Згідно з переписом 2010 року, у місті мешкало 170 осіб у 81 домогосподарстві у складі 48 родин. Густота населення становила 186 осіб/км².  Було 125 помешкань (137/км²).
Расовий склад населення:
| - 97,1 % — білих - 2,4 % — азіатів |

До двох чи більше рас належало 0,6 %. Частка іспаномовних становила 0,0 % від усіх жителів.
За віковим діапазоном населення розподілялося таким чином: 17,6 % — особи молодші 18 років, 53,0 % — особи у віці 18—64 років, 29,4 % — особи у віці 65 років та старші. Медіана віку мешканця становила 52,8 року. На 100 осіб жіночої статі у місті припадало 100,0 чоловіків;  на 100 жінок у віці від 18 років та старших — 91,8 чоловіків також старших 18 років.
Середній дохід на одне домашнє господарство  становив 57 154 долари США (медіана — 40 000), а середній дохід на одну сім'ю — 79 232 долари (медіана — 75 625). За межею бідності перебувало 10,8 % осіб, у тому числі 20,0 % дітей у віці до 18 років та 14,3 % осіб у віці 65 років та старших.
Цивільне працевлаштоване населення становило 44 особи. Основні галузі зайнятості: транспорт — 25,0 %, освіта, охорона здоров'я та соціальна допомога — 20,5 %, будівництво — 13,6 %, мистецтво, розваги та відпочинок — 9,1 %.